# Pumpspeicherkraftwerk Warmatsgund

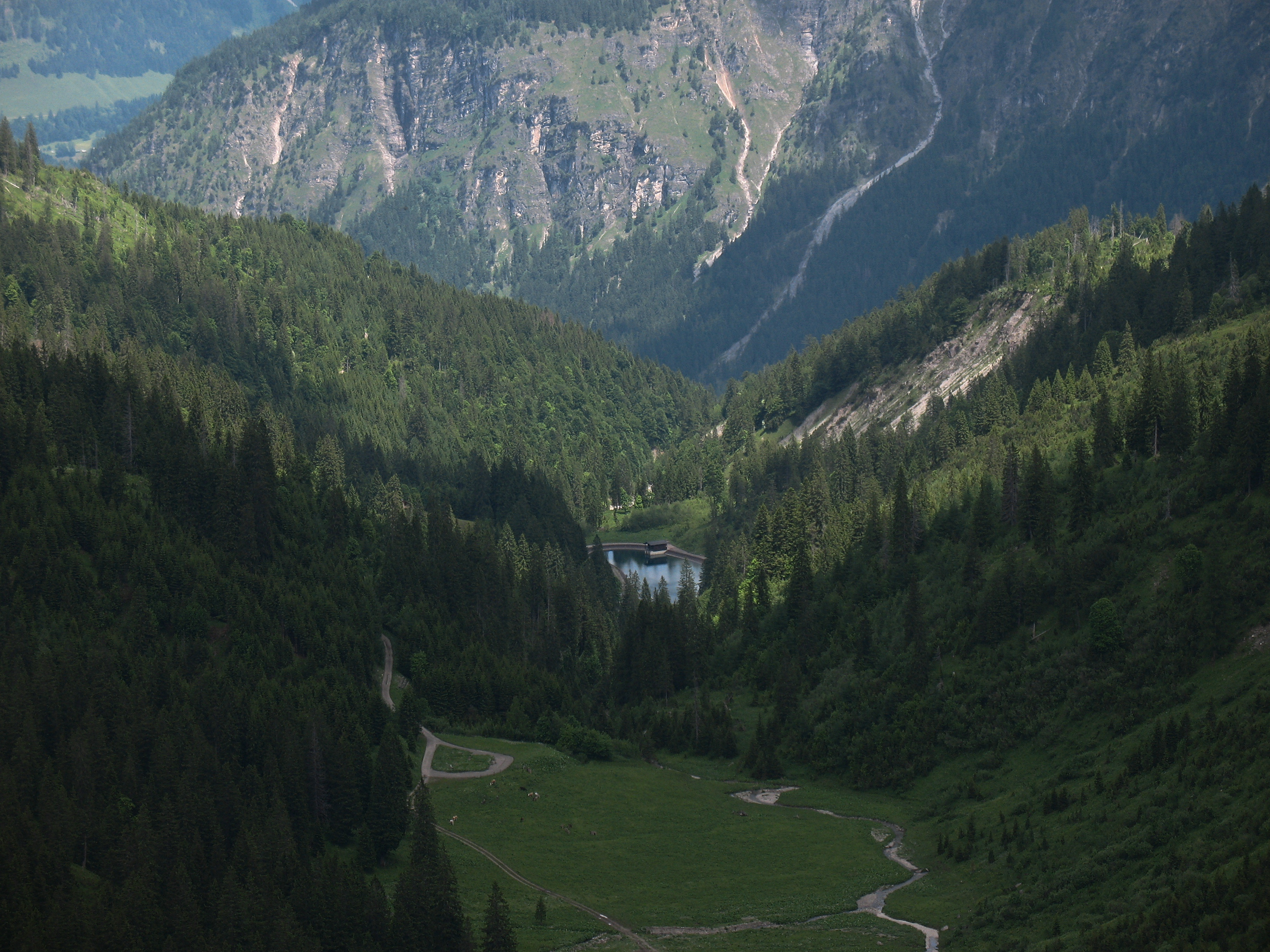
Oberbecken im Warmatsgundtal

Das Pumpspeicherkraftwerk Warmatsgund ist ein Wasserkraftwerk in Oberstdorf-Warmatsgund, das zeitweise auch als Pumpspeicherkraftwerk genutzt wurde, zurzeit aber nur noch als Laufwasserkraftwerk. Es wurde in den Jahren 1989 bis 1992 errichtet und am 18. September 1992 eingeweiht.
Das Wasserkraftwerk am Unterbecken verfügt über eine zweistrahlige Pelton-Turbine von Voith mit einer Nennleistung von 4,72 MW. Diese wird erreicht bei einer Ausbauwassermenge von 1,45 m³/s, einer Nutzfallhöhe von ca. 374 m zwischen Oberbecken und Unterbecken und einer Drehzahl der Turbine und des Generators von 750 Umdrehungen pro Minute. das jährliche Regelarbeitsvermögen beträgt ca. 14 Millionen kWh. Das Unterbecken auf ca. 920 m über NN und das Oberbecken auf ca. 1.300 m über NN haben beide ein Beckenvolumen von je ca. 25.000 m³.
Dem Oberbecken des Kraftwerkes Warmatsgund fließt das Wasser über ein Tiroler Wehr aus dem Warmatsgundbach zu. Es hat einen Staudamm als Absperrbauwerk. Die Wasserfläche ist ca. 10.000 m² groß. Vom Einlaufbauwerk verläuft ein Stollen 160 m tief senkrecht nach unten, daran schließt sich ein 1.650 m langer Schrägstollen an. Neben dem Warmatsgundbach, der ein Nebenfluss der Stillach ist, wird auch der Scheidtobel mit einer Überleitung aus dem südlichen Fellhorngebiet in das Oberbecken geführt, ebenso der Schlappoldbach. Geschiebe und Hochwasser werden in einem Gerinne am Oberbecken vorbei geleitet.
Das Kraftwerk Warmatsgund wird im Regelbetrieb von der Zentralschaltwarte Oberstdorf aus ferngesteuert. Es wird von der Energieversorgung Oberstdorf GmbH betrieben. Allein das Kraftwerk Warmatsgund liefert ca. 25 % des Strombedarfs von Oberstdorf.